# 天主教薩拉曼卡教區
天主教薩拉曼卡教區（拉丁語：Dioecesis Salmantina）是天主教會在西班牙的一個教區。屬巴利亞多利德總教區。首次見於文獻是在589年的托萊多公會議，1102年6月22日恢復。
教區位於薩拉曼卡省東部，2010年有教友296,000人，佔轄區總人口97.9%。教區下轄411個堂區，有445名司鐸。現任主教為卡洛斯·洛佩茲·赫爾南德斯。